# Drudge Report
The Drudge Report är en amerikansk nättidning som grundades och drivs av Matt Drudge. Sajten når tiotals miljoner läsare  och har som grundkoncept att snabbt publicera länkar till aktuella nyhetsartiklar i etablerade medier med egenkomponerade, ofta ironiska, rubriker. Drudge Report gör emellanåt även egna avslöjanden och var bland annat först med att uppmärksamma Lewinsky-affären efter att Newsweek valt att inte publicera storyn.
Drudge Report beskrivs som konservativ.

### Fotnoter
1. ↑  ”Drudge hits 1-billion monthly page views”. Politico.com. 29 september 2012. http://www.politico.com/blogs/media/2012/09/drudge-hits-billion-monthly-page-views-136722.html. Läst 17 juli 2013.
2. ↑  ”Scandalous scoop breaks online”. BBC News. 25 januari 1998. http://news.bbc.co.uk/2/hi/special_report/1998/clinton_scandal/50031.stm. Läst 17 juli 2013.
3. ↑  MacAskill, Ewen, "Conservative media release old video of Obama in so-called 'explosive' exclusive," The Guardian, 3 oktober 2012, http://www.guardian.co.uk/world/2012/oct/03/obama-video-pastor-hurricane-katrina